# Омли
Омли (норв. Åmli) — коммуна в губернии Эуст-Агдер в Норвегии. Административный центр коммуны — город Омли. Официальный язык коммуны — нюнорск. Население коммуны на 2007 год составляло 1836 чел. Площадь коммуны Омли — 1130,61 км², код-идентификатор — 0929.

## История населения коммуны
Население коммуны за последние 60 лет.

Статистика коммуны Омли